# Roberto Fukue
Roberto Ossamu Fukue (7 de outubro de 1955) é um ilustrador brasileiro descendente de japoneses. Trabalhou por muitos anos nas editoras EDREL e Abril, onde atuou principalmente na produção quadrinhos Disney. 
Além dos quadrinhos Disney, Fukue já trabalhou nas revistas Senninha, Sítio do Pica Pau Amarelo e A Turma do Arrepio.

## Biografia
Roberto Ossamu Fukue (com o pseudônimo de Rof) e os irmãos Mario e Paulo Fukue, iniciaram a carreira na década de 1960 na EDREL, editora que foi responsável pela introdução do estilo mangá no Brasil (embora nenhum dos dois fossem influenciados pelo quadrinhos japonês), com o fechamento da EDREL, Roberto foi trabalhar na Editora Abril.
Na Editora Abril, seu primeiro trabalho foi com o personagem Superpateta, mas trabalhou com várias histórias do Zé Carioca. Sua primeira história na Disney foi Quem Inventa É Inventor na revista Almanaque Disney nº 18, de 1972, com o Professor Pardal.
Em 2008, Ypê Nakashima, Fernando Ikoma, Paulo Fukue, Roberto Fukue e Minami Keizi ganharam o Troféu HQ Mix na categoria Grande Mestre, pela primeira vez o Troféu premiava cinco artistas ao mesmo tempo.